# 阿尔哈布图尔城
阿尔哈布图尔城，是阿联酋迪拜的综合项目，由两座高300公尺、75層樓雙子塔组成，於2014年動工、2020年完工，為迪拜前四十高樓。